# Himalájai fakusz
A himalájai fakusz (Certhia himalayana) a verébalakúak (Passeriformes) rendjébe, ezen belül a fakuszfélék (Certhiidae) családjába tartozó faj. Nevének helyesírása (fakusz vagy fakúsz) vitatott.

## Rendszerezése
A fajt Nicholas Aylward Vigors ír ornitológus írta le 1832-ben.

## Alfajai
- Certhia himalayana himalayana Vigors, 1832
- Certhia himalayana ripponi Kinnear, 1929
- Certhia himalayana taeniura Severtzov, 1873
- Certhia himalayana yunnanensis Sharpe, 1902[2]

## Előfordulása
Ázsiában, Afganisztán, India, Kazahsztán, Kína, Kirgizisztán, Nepál, Mianmar, Pakisztán,  Tádzsikisztán, Türkmenisztán és Üzbegisztán  területén honos. A természetes élőhelye hegyi mérsékelt övi erdők és cserjések, valamint ültetvények és vidéki kertek. Nem megfelelő körülmények esetén alacsonyabb részekre vonul.

## Megjelenése
Testhossza 14 centiméter. Vékony, lefelé hajló csőre van. Háta halványan pöttyözött, torka és hasa piszkosfehér.

## Életmódja
Fák törzsén csavarvonalban közlekedve, a farkára támaszkodva keresgéli, rovarokból és pókokból álló táplálékát.